# Безе (тістечко)
Безе́ (фр. baiser — поцілунок) або мере́нга (фр. meringue) — тістечко зі збитих яєчних білків і цукру. Випікають тривалий час при низьких температурах у попередньо розігрітій духовці.